# Jura souabe
Le Jura souabe (en allemand : Schwäbische Alb) est une chaîne de montagne du sud-ouest de l'Allemagne.

## Géographie
Le Jura souabe s'étend depuis la dépression de Ries vers le sud-ouest. L'Albtrauf, son versant nord-ouest, sépare le plateau de l'Albvorland. Le Jura souabe est limité au sud-est par le Danube et l'Hegau. Vers le sud-ouest, sa limite coïncide avec celle des parlers souabes entre Tuttlingen et Spaichingen, bien qu'on y inclue souvent des régions situées au-delà de cette limite. Ainsi, cette chaîne s'étend sur 200 km du sud-ouest au nord-est, avec une largeur maximale de 40 km dans sa partie centrale. Les petites vallées, égayées par la vigne et les vergers, alternent avec de modestes reliefs boisés.
À l'est de la Forêt-Noire, entre Stuttgart et le lac de Constance, les hauts plateaux calcaires du Jura souabe culminent à 1 015 mètres, au Lemberg.
Du point de vue géologique, le Jura souabe se rattache à la cuesta ouest-germanique. C'est une composante du Tafeljura (de), compris entre Bâle et la dépression de Ries, et qui lui-même forme, avec le Jura plissé (de) et le Jura franconien, le Jura lato sensu entre Chambéry et Cobourg.

## Réserve de biosphère
Le Jura souabe a été déclaré réserve de biosphère par l'Unesco en 2008 pour une superficie de 845,25 km2. 

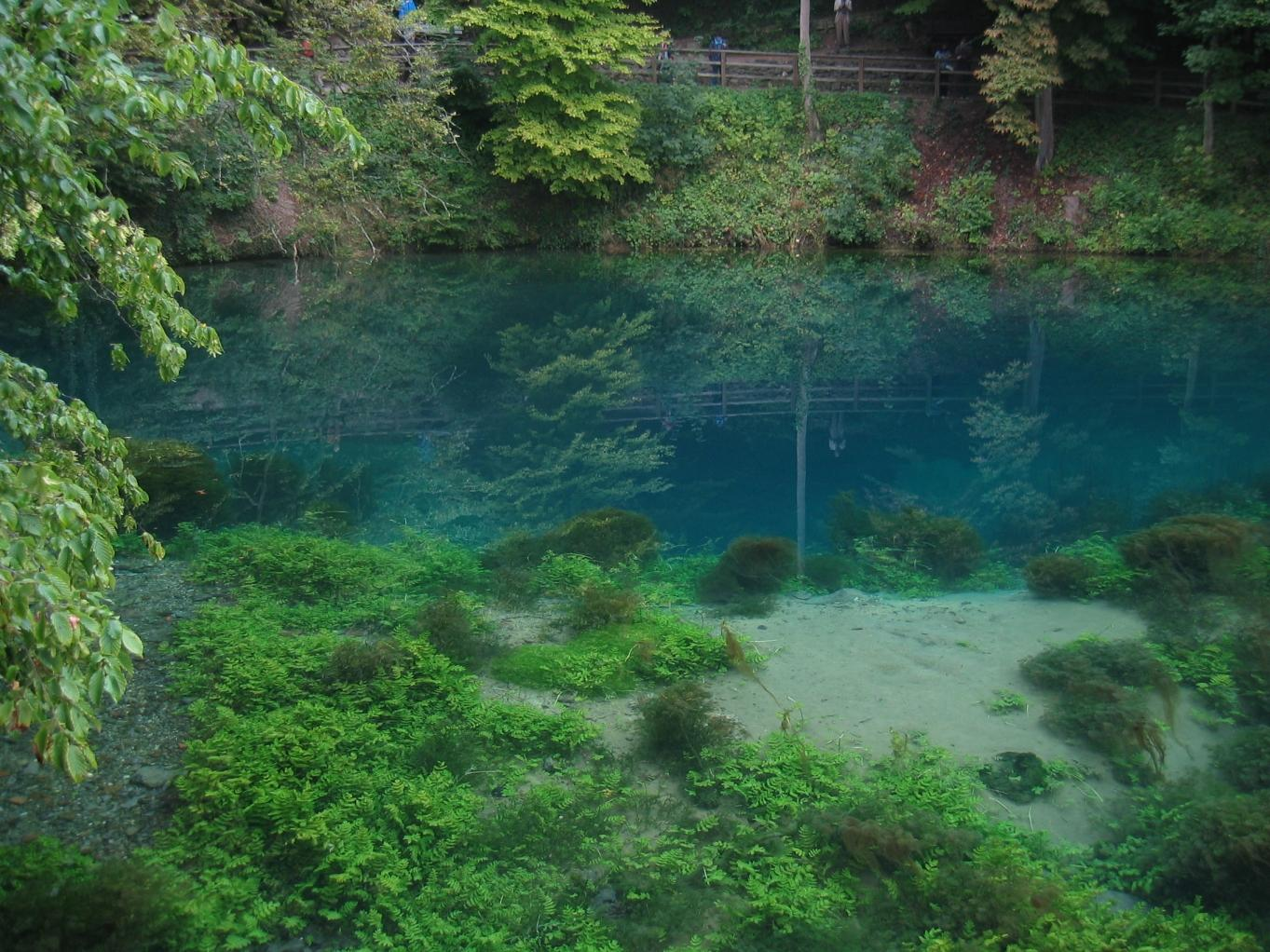
La source du Blautopf à Blaubeuren
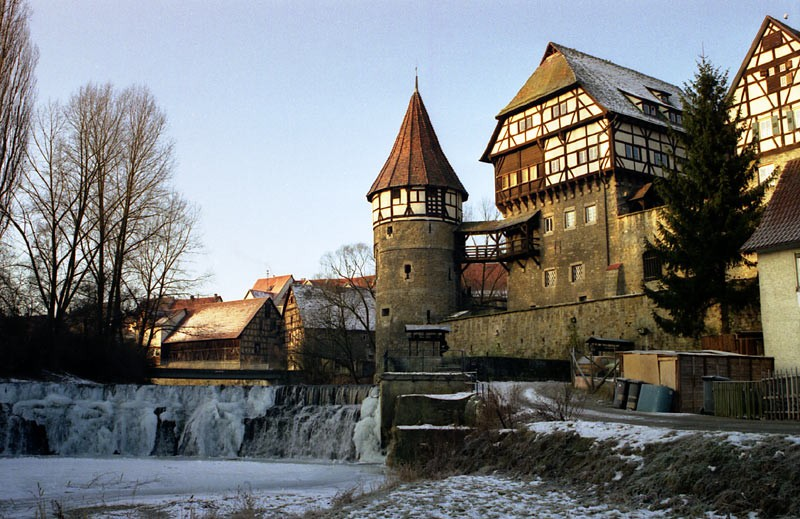
L'octroi douanier de Balingen
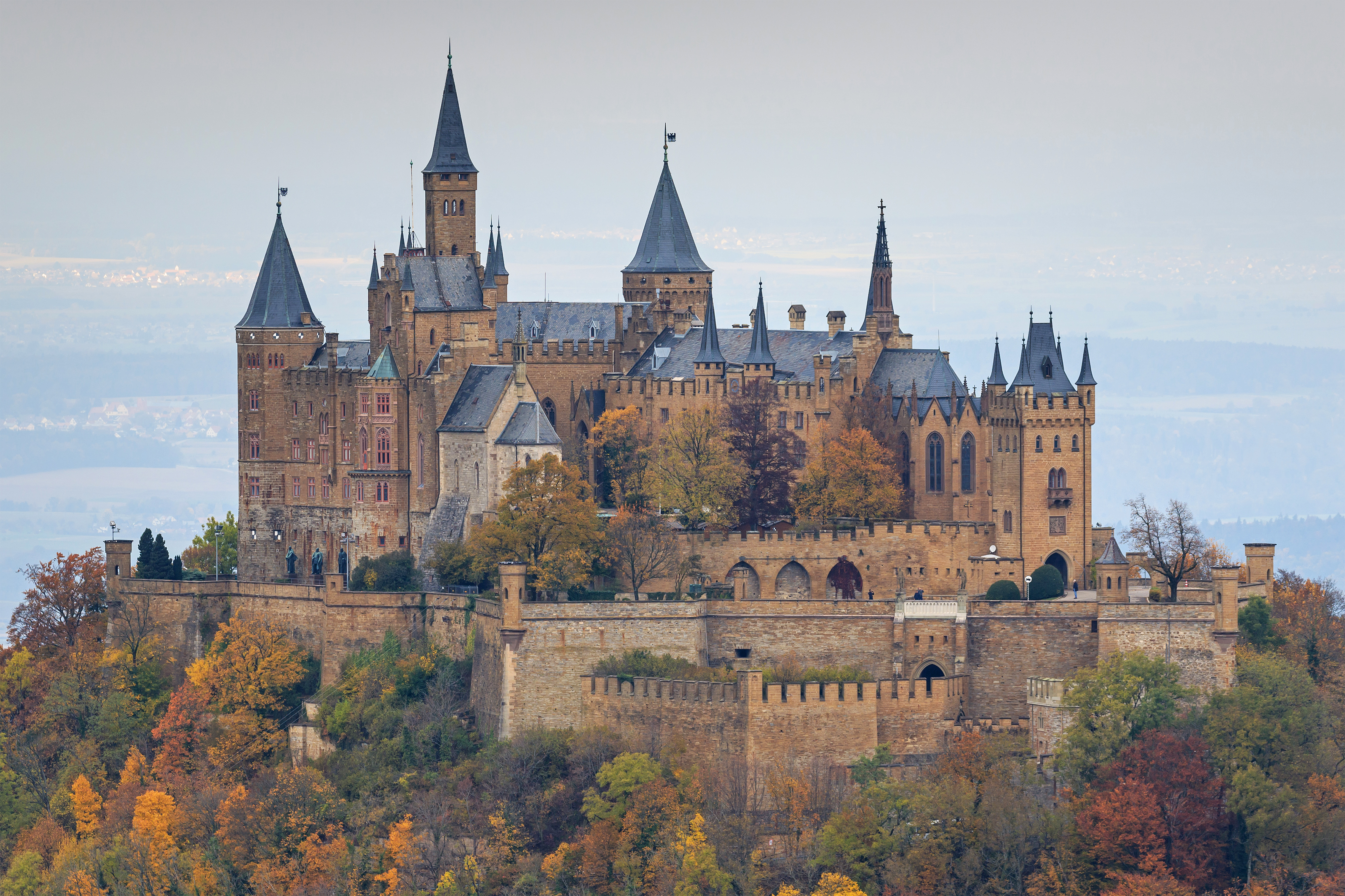
Le château de Hohenzollern à Hechingen
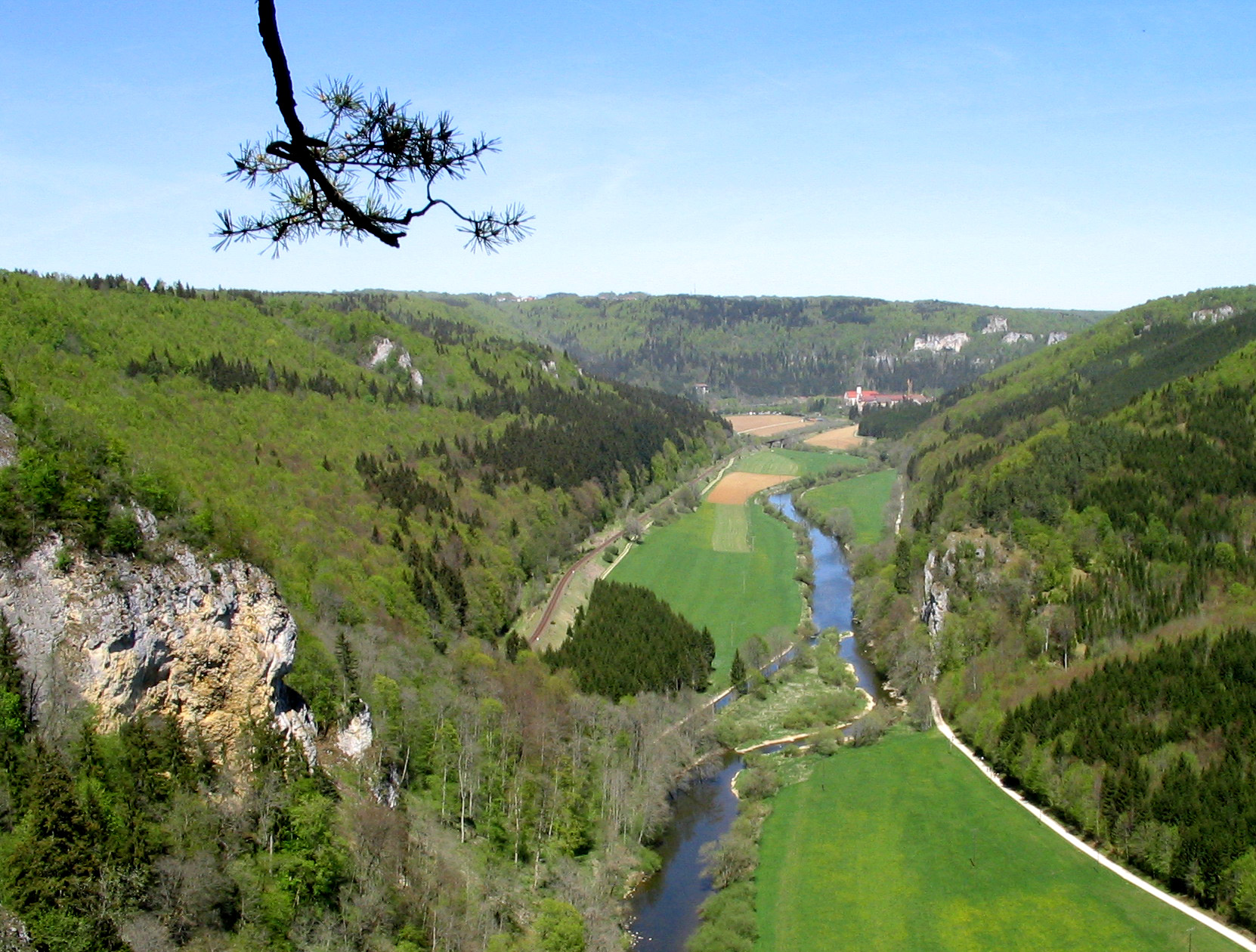
La vallée du Danube vue des hauteurs de Knopfmachen en amont de Beuron
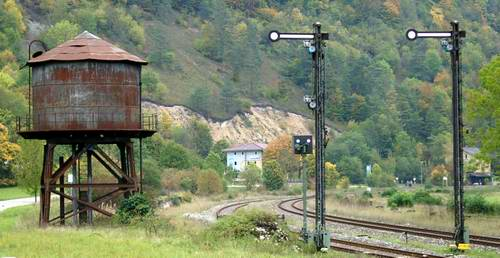
Réservoir d'eau désaffecté (chemin de fer de la vallée du Danube) à Hausen-im-Tal/Beuron
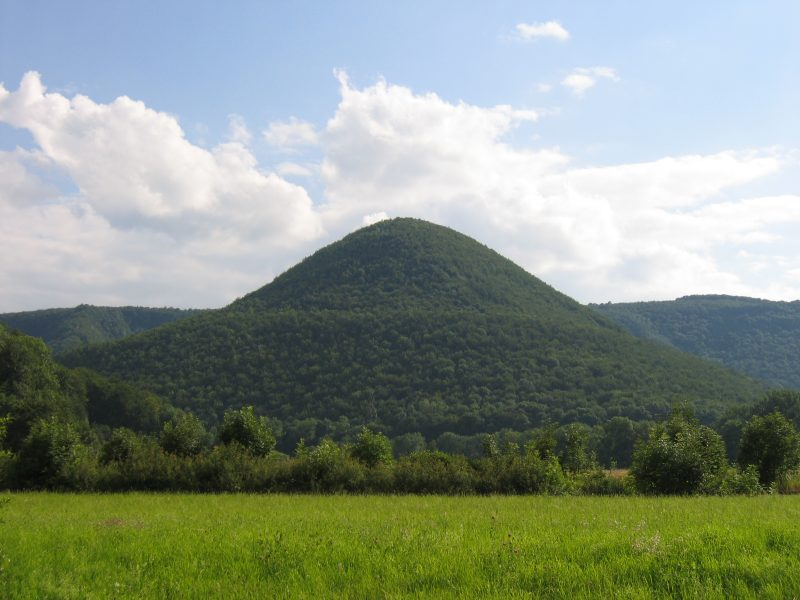
La montagne de Rund à Bad Urach
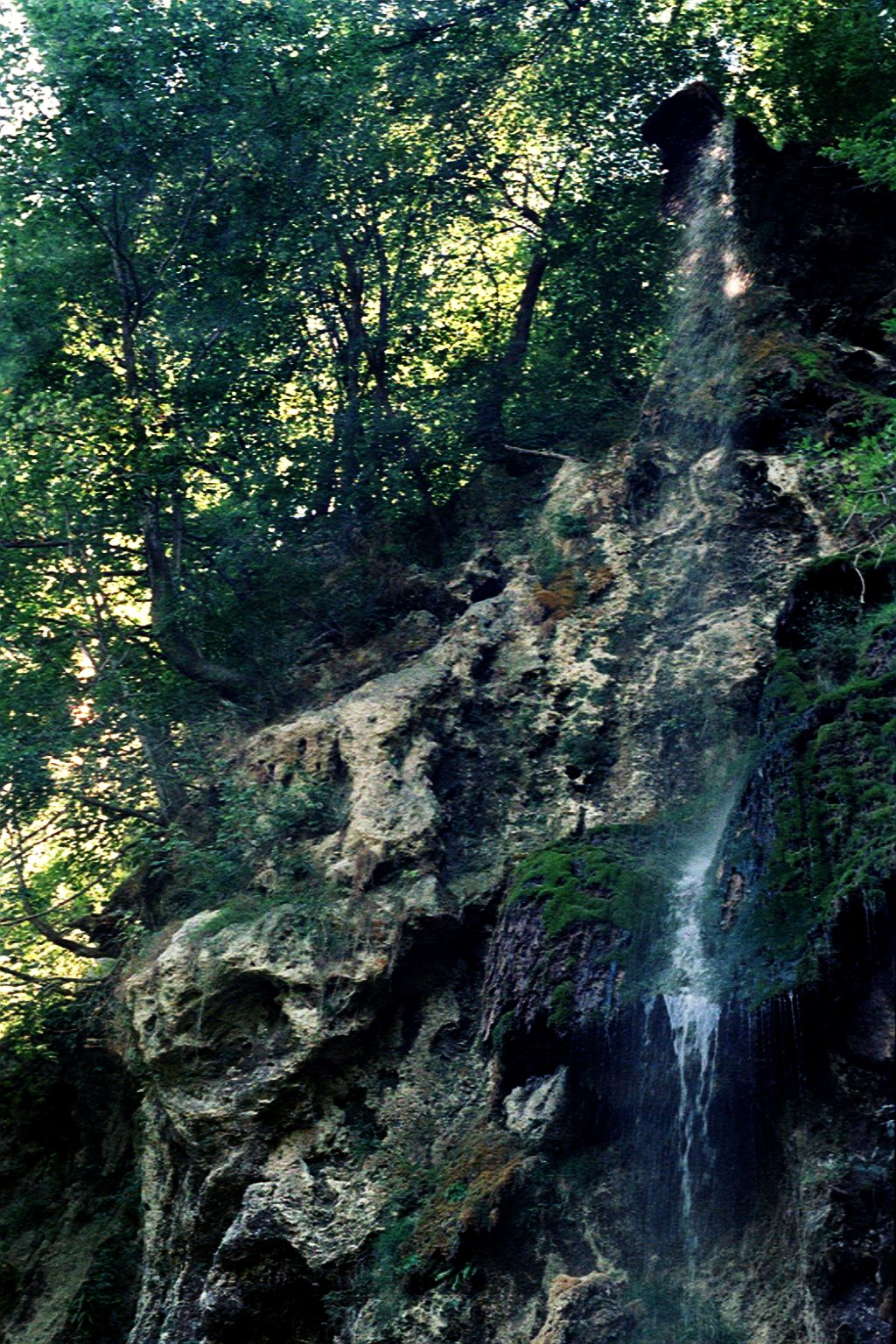
Les chutes d'Urach
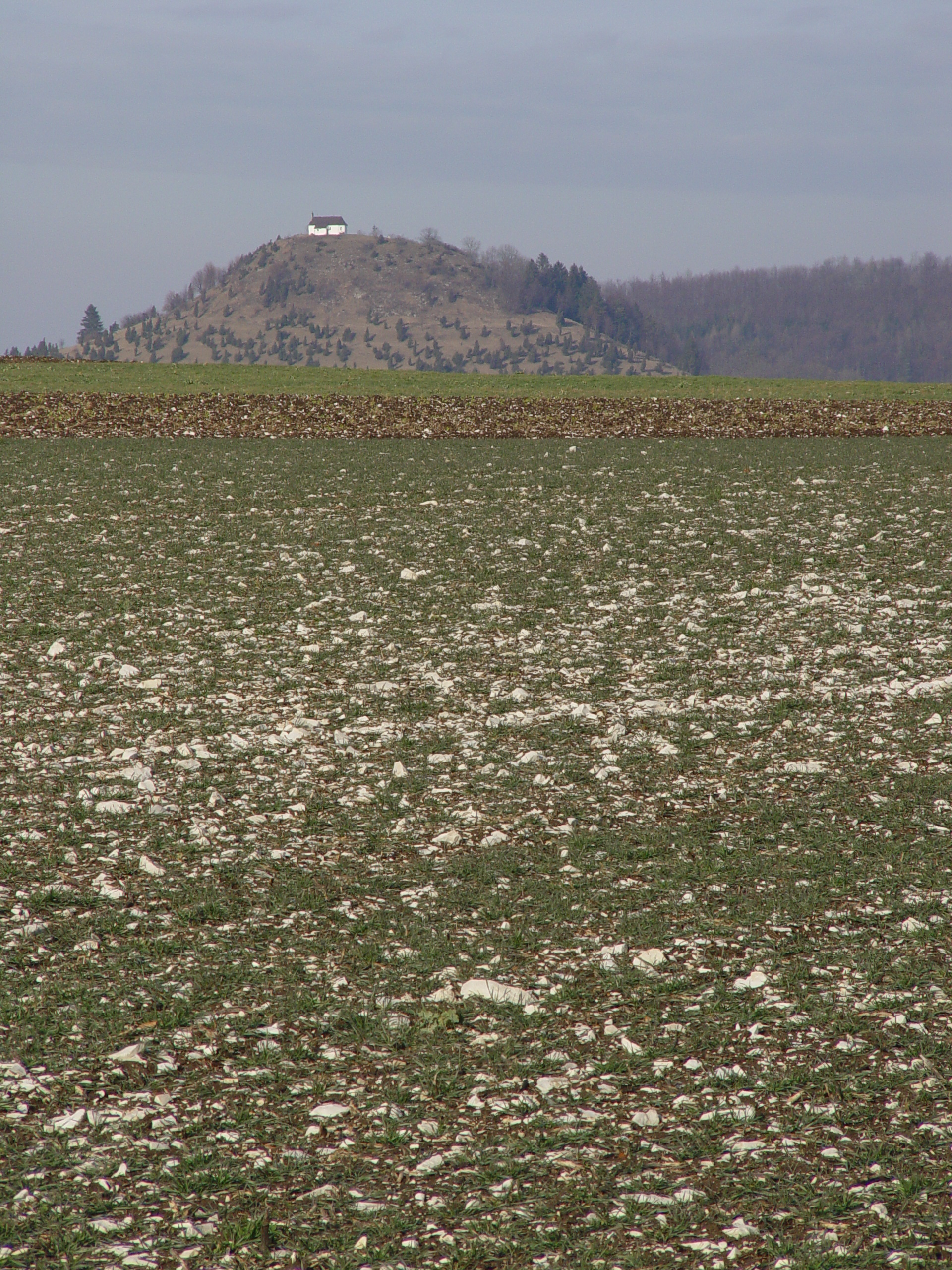
Paysage typique du Jura Souabe : le Kornbühl (en) près de Salmendingen